# ZDF
ZDF (Zweites Deutsches Fernsehen; en español, Segunda Televisión Alemana) es un canal de televisión pública de Alemania. Cuenta con una programación generalista, centrada en la información y el entretenimiento. Además gestiona dos canales temáticos de televisión digital —ZDFinfo y ZDFneo— y varios servicios conjuntos con ARD, el consorcio de radiodifusoras públicas.
El canal comenzó sus emisiones el 1 de abril de 1963 como una empresa independiente de ARD. Su gestión corre a cargo de un consejo de televisión compuesto por representantes de los 16 estados federados, el gobierno federal, y distintas asociaciones civiles y religiosas. La sede central de la empresa está en Maguncia.
ZDF es uno de los tres prestadores del servicio de radiodifusión pública alemán, junto con ARD y la radio Deutschlandradio. Es también miembro activo de la Unión Europea de Radiodifusión.

## Historia
ZDF nació a partir de un acuerdo entre todos los estados federados y el gobierno de la República Federal Alemana. El ejecutivo de Konrad Adenauer quiso crear en 1960 un canal de televisión federal (Deutschland Fernsehen) que compitiera con la ARD, el servicio público de carácter descentralizado. Varios estados presentaron un recurso de inconstitucionalidad y los tribunales detuvieron el plan del gobierno porque la radiodifusión es competencia de los länder según la Ley Fundamental. Entre 1961 y 1963, mientras las partes implicadas negociaban un acuerdo, las frecuencias asignadas estuvieron ocupadas por un segundo canal de la ARD, de carácter transitorio. Al final se resolvió que el nuevo canal tuviese una estructura federal bajo gestión participada por los estados federados.
El 1 de abril de 1963 comenzaron las emisiones de Zweites Deutsches Fernsehen (ZDF) desde Eschborn, con un discurso del director general Karl Holzamer. La cobertura llegaba al 60% de la población de la RFA y solo podía sintonizarse en UHF; si no se tenía un televisor adaptado, había que comprar un convertidor. También se decidió que ARD y ZDF fuesen televisiones independientes y compitiesen entre sí, aunque podían participar en proyectos conjuntos para el desarrollo de la radiodifusión. Las primeras emisiones en color se hicieron el 3 de julio de 1967 y se normalizaron un mes después. Por otro lado, el traslado a la sede central en Maguncia se produjo en 1974.
Además de su canal principal, ZDF participa en otros servicios públicos. En 1984 fue uno de los cuatro fundadores de 3sat, el primer canal por satélite para la difusión de la lengua germana. También colabora en el servicio franco-alemán Arte, el canal infantil KiKA y el cultural Phoenix. En su oferta de televisión digital terrestre gestiona tres canales temáticos: ZDFneo, ZDFinfo y ZDFkultur.

## Organización

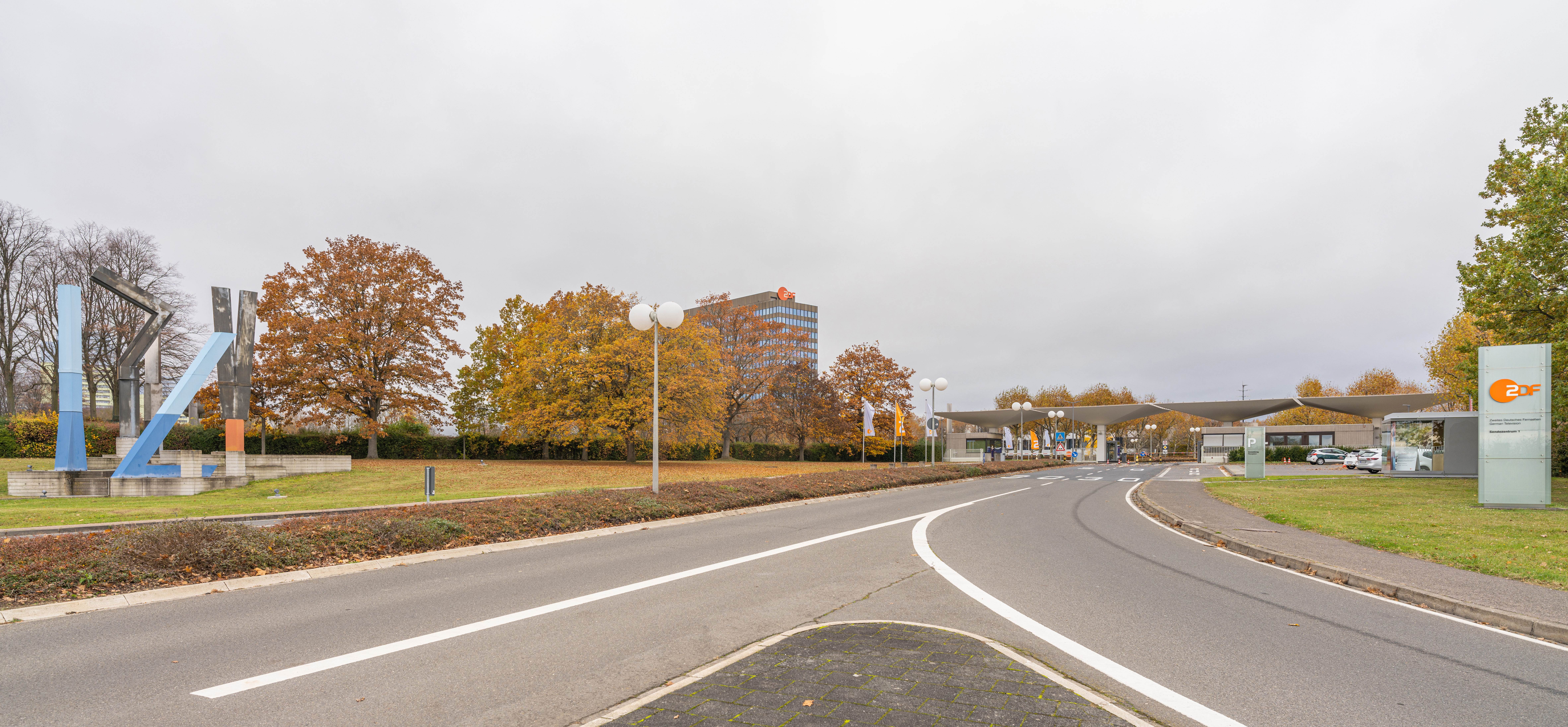
Entrada al centro de emisiones de ZDF en Maguncia.

ZDF es un grupo de televisión pública que forma parte del servicio de radiodifusión pública alemán, junto con el consorcio ARD y la radio Deutschlandradio. Todas estas empresas son independientes entre sí, aunque pueden participar en proyectos conjuntos. La principal diferencia entre ZDF y ARD es que la primera es una televisión de carácter federal, mientras que la ARD es un consorcio de radiodifusoras públicas de ámbito regional.
La sede central de (ZDF-Hochhaus) está en Maguncia, en el estado de Renania-Palatinado. Además cuenta con un centro de producción en Berlín y 16 estudios propios, uno por cada estado federado. A nivel internacional mantiene 19 delegaciones en el extranjero.
En Alemania se cobra un impuesto directo (Rundfunkbeitrag) para el mantenimiento de la radiodifusión pública, a través de la empresa conjunta GEZ. El pago es obligatorio para todo aquel que tenga cualquier aparato que capte señal de radio y televisión. Cada hogar pagó 17,50 euros al mes en 2021. ZDF se queda con el 30% de la recaudación total (4,37 euros), y cubre el resto de su presupuesto con publicidad (limitada por ley) y venta de productos.

### División interna
El cargo más importante de ZDF es la Dirección General (Intendant) del Consejo Ejecutivo, compuesto por las distintas direcciones de la televisión pública. Para garantizar su labor de servicio público está supervisado por dos organismos: el Consejo de Administración y el Consejo de Televisión de ZDF, este último encargado de elegir al director general.
El Consejo de Supervisión se encarga de los presupuestos y de la programación del grupo. Está formado por catorce miembros: cinco representantes de los estados federados, uno del gobierno federal, y el resto sin vinculación con el gobierno o cualquier otra entidad pública.
Por otro lado, el Consejo de Televisión de ZDF (ZDF-Fernsehrat) vela por el cumplimiento del servicio público de la programación. Desde 2016 está formado por 60 miembros con un mandato limitado de cuatro años, elegidos de la siguiente forma: 16 representantes de cada uno de los estados federados, dos del gobierno federal, uno de la Asociación de Distritos, uno de la Asociación de Ciudades, cinco representantes religiosos —dos luteranos, dos católicos, uno judío— y el resto son representantes de la sociedad civil, sobre la base de equilibrios entre los estados.

## Servicios
ZDF opera un canal de televisión general y dos canales de televisión digital, todos ellos en señal abierta para Alemania. La programación de ZDF es generalista con vocación de servicio público: está especializada en informativos, entretenimiento y acontecimientos deportivos.
El informativo de referencia se llama Heute (lit: «Hoy») y cuenta con varios boletines a lo largo del día. El más importante de todos es el de las 19:00: dura veinte minutos y se compone de noticias políticas, culturales y deportivas. En lo que respecta al entretenimiento, ZDF presta especial protagonismo a los programas de variedades, a la telerrealidad y las producciones alemanas, ya sean series o telefilmes. Toda su oferta televisiva está disponible en alta definición. 
Desde 1981 hasta 2014, ZDF producía el concurso Wetten, dass..?, que llegó a ser el programa más visto en Europa al emitirse también en otras televisiones de habla alemana, ORF (Austria) y SF (Suiza). Este espacio fue adaptado en España como ¿Qué apostamos? por Televisión Española.

### Televisión

#### Canales nacionales
| Logo    | Programación |
| ------- | --- |
| ZDF     | ZDF: Canal generalista de cobertura nacional. Su programación incluye espacios informativos, entretenimiento y deporte. Comenzó sus emisiones el 1 de abril de 1963.                                                              |
| ZDFinfo | ZDFinfo: Canal temático de televisión digital, especializado en boletines informativos, reportajes y documentales de actualidad. Se puso en marcha el 27 de agosto de 1997 como ZDFinfokanal.                                     |
| ZDFneo  | ZDFneo: Canal temático de televisión digital, centrado en el público de 18 a 45 años. Comenzó a emitir el 1 de noviembre de 2009 bajo la marca ZDFdokukanal. Su programación incluye series, ficción y espacios de telerrealidad. |

#### Canales de ARD y ZDF
Como televisiones públicas de Alemania, y a pesar de ser independientes entre sí, la ARD y la ZDF comparten canales de televisión a nivel nacional e internacional:
| Logo    | Programación |
| ------- | --- |
| Phoenix | Phoenix: Canal temático de televisión digital, dedicado a documentales y programas divulgativos. Fue inaugurado el 7 de abril de 1997. |
| KiKA    | KiKA: Canal temático de televisión digital, dedicado al público infantil. Emite series, dibujos animados y programas educativos. Se puso en marcha el 1 de enero de 1997. |
| Funk    | Funk: Servicio de televisión por internet para adolescentes y jóvenes (14 a 29 años). Funciona como una plataforma de contenidos audiovisuales: los programas corren a cargo tanto de las radiodifusoras (miembros de ARD y ZDF) como de vloggers y productoras independientes. Se puso en marcha el 30 de septiembre de 2016.                                         |
| Arte    | Arte: Canal de televisión cultural franco-alemán, de vocación europea, cuya misión es «el acercamiento de los pueblos de Europa a través de programas de índole cultural e internacional». Los encargados de suministrar la programación son Arte Deutschland (ARD y ZDF) y Arte France (grupo del que France Télévisions es máximo accionista). Ámbito internacional. |
| 3sat    | 3sat: Canal de la germanofonía, disponible en cable y satélite a nivel mundial. En esta sociedad colaboran varias radiodifusoras en idioma alemán como ARD y ZDF (Alemania), ORF (Austria) y SRG SSR (Suiza), a través de Schweizer Radio und Fernsehen. Comenzó sus emisiones el 1 de diciembre de 1984. Ámbito internacional.                                        |

## Imagen corporativa
El actual logotipo de ZDF fue estrenado el 2 de junio de 2001 y es obra del estudio estadounidense Razorfish. El logo utiliza el naranja como color corporativo y consta de las siglas del canal en mayúsculas; la letra «Z», que aparece dentro de una esfera naranja, tiene una forma que recuerda el número «2» del segundo canal alemán. La mosca que aparece en pantalla es transparente. Anteriormente el canal utilizaba una imagen corporativa creada por Otl Aicher.
Para separar los bloques publicitarios de la programación convencional, ZDF utiliza animaciones con unas mascotas corporativas llamadas Mainzelmännchen —juego de palabras entre Mainz y Heinzelmännchen—. Los personajes fueron creados en 1963 por Wolf Gerlach y se hicieron tan populares en los años 1970 que han terminado convirtiéndose en la mascota del canal. Las animaciones de Mainzelmännchen separan tanto el bloque publicitario en general como cada anuncio de forma individual.

1963-1987
1987-1992
1992-2001
Desde 2001